# Исварна (Горж)
Исварна (рум. Isvarna) насеље је у Румунији у округу Горж у општини Тисмана. Oпштина се налази на надморској висини од 209 m.

## Становништво
Према подацима из 2002. године у насељу је живело 385 становника, од којих су сви румунске националности.